# Kalabaliken i Bender (film)
Kalabaliken i Bender är en svensk komedifilm från 1983 av Mats Arehn. Filmen bygger på den svenske karolinen fänrik Lagercronas förfalskade dagboksanteckningar från åren 1709–1723. Dagboken beskriver den troliga upptakten till den berömda kalabaliken i Bender.

## Handling
Året är 1713. Den svenska karolinska armén har lidit sitt största nederlag vid Poltava. Karl XII (spelad av Gösta Ekman) väntar i den lilla byn Bender, tillsammans med en spillra karoliner, på att den turkiske storvisiren skall hjälpa honom att besegra ärkefienden, ryske tsaren Peter den store. Turkarna tycker dock att kungen är en besvärlig och kostsam gäst och vill att han skall lämna Turkiet, men han vägrar.
Sultanen skickar då en prinsessa till Karl XII, med förhoppningen om att gifta bort henne och få bort honom. De två karolinerna Lagercrona (Lasse Åberg) och Kruus (Brasse Brännström) skall eskortera prinsessan till kungen. De genomgår många strapatser, speciellt eftersom andra karoliner försöker att hindra dem från att nå fram till Bender. Efter deras långa äventyr och några missförstånd börjar den berömda kalabaliken i Bender, när turkarna bestämmer sig för att driva ut Karl XII med våld.

## Om filmen
Filmen fick dålig kritik av filmkritiker och blev ett publikfiasko. Gösta Ekman som spelade Karl XII i filmen ångrade sin medverkan och ville aldrig se den i sin helhet.
Filmen kostade tolv miljoner kronor att producera och till följd av de negativa recensionerna gick filmbolaget Europafilm som producerat filmen i konkurs och såldes till Svensk Filmindustri 1984.
Filmen gavs ut i en DVD-box 2017.

## Rollista (i urval)
| Lasse Åberg              | – Fänrik Gustaf Lagercrona  |
| Lars "Brasse" Brännström | – Kalfaktor Johan Kruus     |
| Gösta Ekman              | – Karl XII                  |
| Ayşe Emel Mesçi Kuray    | – Prinsessan Serina         |
| Sten Ljunggren           | – Överstelöjtnant Grothusen |
| Lars Amble               | – Fältpräst Agrell          |
| Sture Hovstadius         | – General Lagercrona        |
| Carl-Gustaf Lindstedt    | – Taffeltäckare Hultman     |
| Donald Arthur            | – Poniatowski               |
| Walter Gotell            | – Storvisiren               |
| Ayten Kuyululu           | – Sultanmodern              |
| Nils Ahlroth             | – Doktor Skragge            |
| Johannes Brost           | – Överste Rålambs           |

### Webbkällor
- ”Kalabaliken i Bender”. Filmtipset. https://www.filmtipset.se/film/kalabaliken-i-bender. Läst 18 januari 2022.
- Kalabaliken i Bender IMDB (på engelska)